# Strimryggig dvärgrördrom
Strimryggig dvärgrördrom (Botaurus involucris) är en sydamerikansk fågel i familjen hägrar inom ordningen pelikanfåglar.

## Utseende
Strimryggig dvärgrördrom är en liten (33 cm), gulaktig och brun häger. På huvudet syns ett mörkbrunt centralt hjässband och på ryggen tydliga mörkbruna längsgående band som gett arten dess namn. Vingpennorna är rödbrunspetsat svarta. På undersidan syns otydliga, rödbruna streck. Ögonen är gula, näbben gulaktig med huvudsakligen brun övre näbbhalva och benen också gulaktiga.

## Utbredning och systematik
Strimryggig dvärgrördrom förekommer i Sydamerika från Colombia till Guyanaregionen, södra Venezuela, centrala Argentina och mellersta Chile. Den behandlas som monotypisk, det vill säga att den inte delas in i några underarter.

### Släktestillhörighet
Tidigare placerades arten i Ixobrychus tillsammans med andra små rördrommar, men detta släkte inkluderas sedan 2024 med de större rördrommarna i Botaurus baserat på genetiska studier. Redan 1987 visade Sheldon med hjälp av DNA-DNA-hybridisering att amerikansk dvärgrördrom står närmare amerikansk rördrom snarare än de två andra Ixobrychus-arterna i studien (kanelrördrom och dvärgrördrom). I Päckert m.fl. (2014) som använde DNA-streckkodning stod amerikansk dvärgrördrom närmare de tre Botaurus-arterna i studien snarare än de övriga Ixobrychus-arterna.
Hruska m.fl. (2023), den hittills mest omfattande genetiska studien av hägrar, bekräftar systerskapet mellan amerikansk dvärgrördrom och Botaurus-rördrommarna, men också att strimryggig dvärgrördrom står närmare denna grupp än övriga dvärgrördrommar. Amerikansk dvärgrördrom och även strimryggig dvärgrördrom skulle därför kunna brytas ut i egna släkten, alternativt flyttas till Botaurus. Med tanke på amerikanska dvärgrördrommens likhet med typarten för Ixobrychus dvärgrördrommen, så pass att de tidigare har behandlats som en och samma art, anses en bättre lösning vara att inkludera alla dvärgrördrommar i ’’Botaurus’’. Att så olikstora arter ryms i ett och samma släkte kan förklaras med att evolutionen i denna grupp gått relativt fort, där stora arter utvecklats snabbt ur mindre.

## Status och hot
Arten har ett stort utbredningsområde och en stor population med stabil utveckling och tros inte vara utsatt för något substantiellt hot. Utifrån dessa kriterier kategoriserar internationella naturvårdsunionen IUCN arten som livskraftig (LC).